# Koror
Pour les articles homonymes, voir Koror (homonymie).
Koror est l'un des seize États qui forment les Palaos. D'une superficie de 65 km2, il est peuplé de 12 676 habitants. La plus grande ville de l'État et des Palaos, Koror, était la capitale du pays avant le déménagement du gouvernement à Melekeok dans l'État du même nom,.

## Géographie

### Géographie physique
L'État de Koror est composé de nombreuses îles dont la principale (où se trouve la capitale), Koror, a donné son nom à l’État. L'île, située sur la partie orientale du lagon, est séparée de l'île principale des Palaos, Babeldaob, par le chenal Babeldaob-Koror et la passe de Toachel Mid. De l'île de Koror, en partant vers l'ouest, se trouvent l'île de Ngerekebesang et directement au sud-ouest, les îles de Ulebsechel, Ngermalk, Malakal et Ngerchaol. Au sud de ce deuxième ensemble se trouvent d'autres îles dont la principale est Ngeruktabel puis les Îles Chelbacheb (dont la principale est Mecherchar) et enfin l'île de Ngerechong.
Sur la partie ouest du lagon se trouvent les îles Ulong, Ngerekeuid et Ngemelis. Ces dernières îles, ainsi que les rochers Ngereklim, sont situées à la frontière avec l’État de Peleliu.

### Géographie administrative
L’État est subdivisé en douze hameaux (ou villages), lesquels n'occupent que quatre îles au nord Koror, Ngerekebesang, Ngermalk et Malakal. Les hameaux sont les suivants :
- Ngermid
- Ngerchemai
- Ngerkesoaol
- Idid
- Iyebukel
- Meketii
- Dngeronger
- Ikelau
- Ngerbeched
- Medalaii
- Meyuns
- Ngerekebesang

## Histoire

### Découverte et établissement des Européens
Le premier contact notable entre Européens et les habitants de Koror a lieu en 1783 quand l’Antelope, commandé par le capitaine anglais 
Henry Wilson, s'échoue près de l'île d'Ulong. Le chef de Koror d'alors, Ibedul, prête assistance aux marins, leur permettant de rester trois mois afin de reconstruire leur navire. Retournant en Angleterre, Wilson est accompagné par le prince Lee Boo qui y attrapa la variole. Il y mourut et fut enterré dans l'église St Mary de Rotherhithe.

### Période espagnole (1543-1899)
La première observation de Koror, Babeldaob et Peleliu enregistrée par les Occidentaux est faite par l'expédition espagnole de Ruy López de Villalobos à la fin de janvier 1543. En novembre et décembre 1710, ces trois îles sont à nouveau visitées et explorées lors d'une expédition missionnaire espagnole, par le sergent-major Francisco Padilla à bord du patache de la Santísima Trinidad. Deux ans plus tard, ils sont explorés en détail par l'expédition de l'officier de marine espagnol Bernardo de Egoy.  
En 1886, le pape Léon XIII confirme les droits espagnols sur les îles Carolines, qui correspondent à l'actuel archipel des Palaos. Cette étape marque le début de l'évangélisation des îles paluanes, avec l'établissement de deux églises, mais également de l'alphabétisation.
En septembre 1885, le navire espagnol Velasco s'arrête à Koror, dont le port était l'un des meilleurs de la région selon la cartographie de l'époque. 
L'archipel fait alors partie de la Capitainerie Générale des Philippines, dépendant de la vice-royauté de la Nouvelle-Espagne. 
En 1899, le territoire, comme le reste des Palaos, est vendu par l'Espagne à l'Allemagne.

### Période allemande (1899-1919)
La Prusse achète les îles Carolines à l'Espagne en 1899 et entame les projets visant à en exploiter les ressources.

### Période japonaise et Seconde Guerre mondiale (1919-1945)

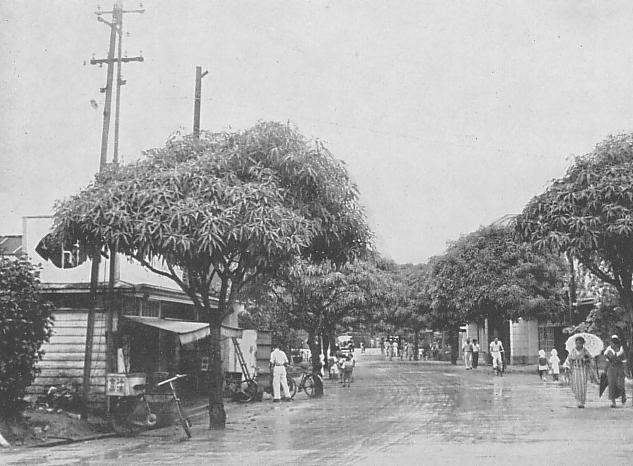
Koror en 1930.

Le traité de Versailles transfère l'administration des Carolines au Japon en 1919. La période marque le début du développement économique de Koror, qui devient le centre administratif des possessions japonaises du Pacifique en 1922.

### Période américaine (1945-1994)
En juillet 1978, les Palaos votent pour leur indépendance. Koror devient donc membre de ce qui sera la république des Palaos avec l'adoption de la Constitution du 1er janvier 1981. Un traité de libre association est signé avec les États-Unis en 1982, la constitution est modifiée huit fois et entre en vigueur le 1er octobre 1994, marquant la fin de la tutelle et l'indépendance effective du pays.

### Depuis l'indépendance des Palaos

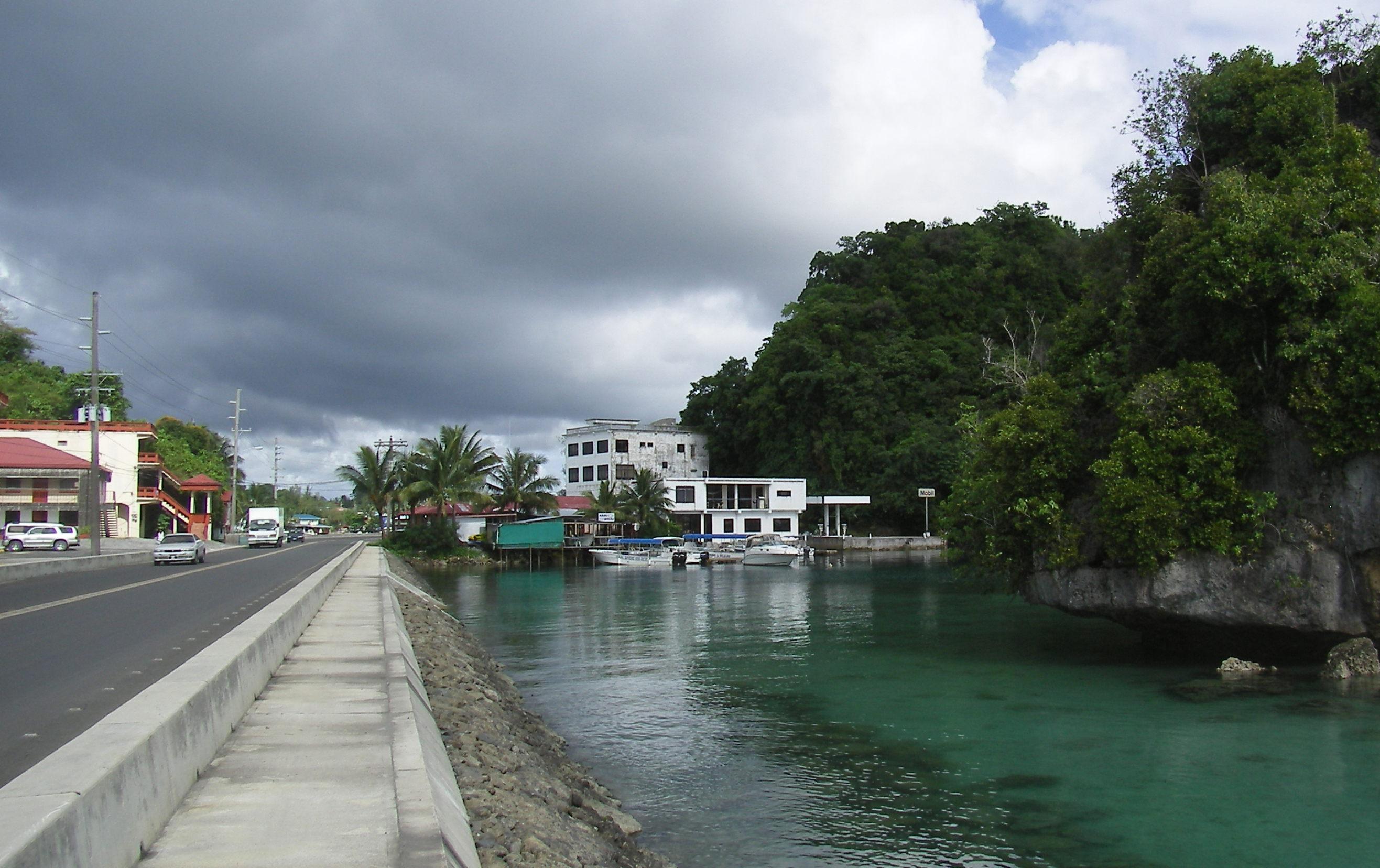
Vue de Koror, plus grande ville des Palaos et ancienne capitale du pays, dans l’État de Koror.

## Politique

Sceau du gouvernement de Koror.

Le système politique kororais, à l'instar des autres États paluans, se compose de trois branches constitutionnelles : l'exécutif, le législatif et le coutumier.
Le pouvoir exécutif est confié au gouverneur de Koror, ayant un mandat de quatre ans. Le gouverneur actuel est Franco B. Gibbons,. Le gouverneur précédent était Yositaka Adachi, dont le mandat a pris fin en janvier 2018.
Le pouvoir législatif est confié à la Législature de Koror, composée de dix-sept membres élus pour quatre ans(douze représentants pour chacun des villages de Koror et le reste élu par tout l’État).
Le pouvoir coutumier est incarné par l'institution appelée Chambre des chefs traditionnels, de compétence générale, à laquelle s'ajoute la chambre de Kerengab, dont les compétences sont réservées et dont le rôle est d'émettre un avis sur les sujets concernant les femmes. Le chef coutumier à la tête du clan Koror est l'Ibedul ; la cheffe coutumière de rang équivalente est la Bilung.
La constitution de Koror ne mentionne  pas le pouvoir judiciaire, celui-ci étant unifié à celui des Palaos, conformément aux dispositions de la Constitution des Palaos.

## Population et société

### Démographie

#### Évolution de la population
| 1920 | 1925  | 1930  | 1935  | 1946 | 1947  | 1958  | 1967  | 1970  |
| ---- | ----- | ----- | ----- | ---- | ----- | ----- | ----- | ----- |
| 972  | 1 255 | 1 277 | 1 214 | 658  | 1 094 | 3 585 | 5 667 | 5 431 |

| 1973  | 1980  | 1986  | 1990   | 1995   | 2000   | 2005   | 2015   | - |
| ----- | ----- | ----- | ------ | ------ | ------ | ------ | ------ | - |
| 7 669 | 7 585 | 9 442 | 10 501 | 12 299 | 13 303 | 12 676 | 11 444 | - |

### Éducation
L’État compte plusieurs écoles et centres éducatifs : la Koror Elementary School (école élémentaire de Koror), la Meyuns Elementary School, la George B. Harris Elementary  School, la Maris Stella School, le Palau Community College,, la Palau High School, la Mindszenty High School et la Emmaus-Bethania High School.

## Culture et patrimoine

### Drapeau
Le drapeau de l'État de Koror a été adopté par une loi de la législature en juillet 1997.

## Sources

#### Documents officiels
- (en) Koror State Constitution [« Constitution de l'État de Koro »], 8 novembre 2005 (lire en ligne [PDF]).
- (en) Bureau du budget de la planification, Census Monograph Report, Ministère des Finances, 2005 (lire en ligne)
- (en) Bureau du budget de la planification, Census of population, housing, agriculture, Ministère des Finances, 2015 (lire en ligne)
- « Koror State Hamlets », sur le site du gouvernement de Koror (consulté le 2 juin 2018)
- Armée des États-Unis, Construction of the Palau Compact Road, Babeldaob Island, Republic of Palau : Environmental Impact Statement, juillet 1998 (lire en ligne)

#### Ouvrages et articles
- (en) L. J. Gorenflo, « Demographic Change in the Republic of Palau », Pacific Studies, Washington, Argonne National Laboratory, vol. 9, no 3,‎ septembre 1996 (lire en ligne)
- L.N. Reklai, « Gibbons wins Koror State governorship », The Island Times,‎ 2017 (lire en ligne)

#### Sites internet
- Worldstatesmen, « Liste des gouverneurs de Koror » (consulté le 16 juillet 2019)

## Compléments